# Hérmedes de Cerrato
Hérmedes de Cerrato è un comune spagnolo di 125 abitanti situato nella comunità autonoma di Castiglia e León.